# Boösaule Montes

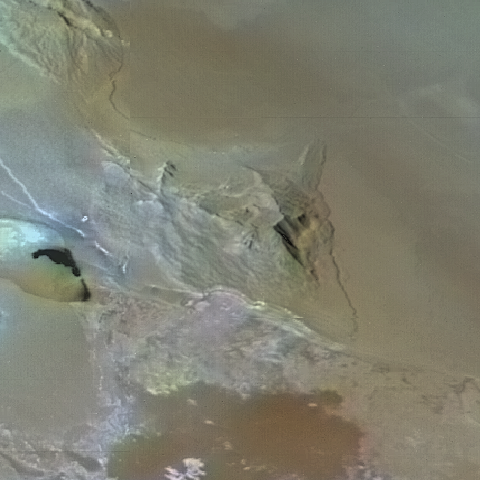
Detailní pohled na Boösaule Montes

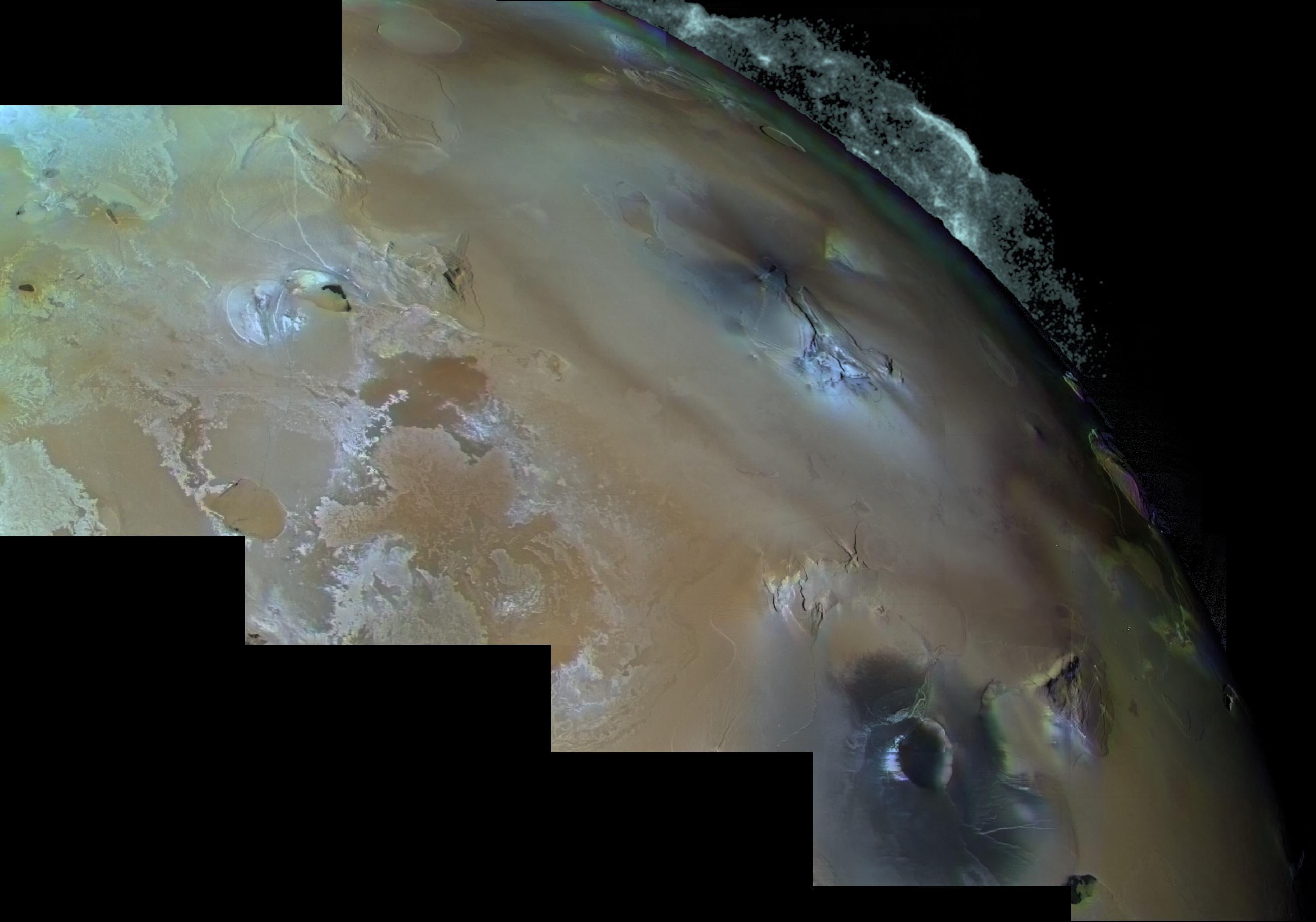
Pozice hory v regionálním kontextu

Boösaule Montes je nejvyšší hora Jupiterova měsíce Io (měsíc) a jedna z nejvyšších hor celé sluneční soustavy. Nachází se severozápadně od sopky Pele v pohoří Boösaule. 
Oficiální jméno oblast získala podle jeskyně, kde Íó porodila Diova syna Epafa, pozdějšího prvního krále Egypta. Jméno bylo schváleno Mezinárodní astronomickou unií v roce 1985.

## Velikost
Boösaule Montes má relativní výšku 18,2 kilometru, 17,5 od úpatí. Rozměry jsou 145 krát 159 kilometrů, celé pohoří má průměr 590 km. Plocha je 17 900 čtverečních kilometrů. 
Na jihovýchodní straně hory se nachází strmý útes vysoký 15 kilometrů. 